# Private Line
Private Line ist eine finnische Band, die im Bereich des Glam-, Hard- und Sleaze-Rocks anzusiedeln ist. Die fünfköpfige Band wurde 1995 im mittelfinnischen Jyväskylä gegründet, ist seit 2002 jedoch in Helsinki beheimatet und nennt sich selbst auch Hellcity Pirates. Von den Gründungsmitgliedern ist heute nur noch Sänger Sammy Aaltonen bei Private Line aktiv, das heutige Line-Up existiert seit 2002.

## Geschichte

### Gründungszeit und Wirken in Jyväskylä
Gegründet wurde die Band 1995 von Sammy Aaltonen (Gesang) und Jari Huttunen (Gitarre), 1996 stießen Janne Kulju (Bass) sowie Schlagzeuger Eliaz hinzu. Mit diesem Line-Up gewann die Band 1998 einen Wettbewerb und nahm von der Siegprämie die EP Smooth Motions auf. Im Folgejahr wurde das Line-Up der Band dann durch Ilari „Illy / Illu“ Heinäaho (Gitarre) und Juha „Spit“ Kinnunen (Bass) komplettiert, nachdem Janne Kulju die Band verlassen hatte. Es folgte die Aufnahme einer fünf Lieder beinhaltenden Demo, die sowohl innerhalb als auch außerhalb Finnlands in den Medien, besonders in Online-Magazinen, auf positive Rückmeldung stieß.
2001 präsentierte sich dann als ein schwieriges Jahr für die Band. Zuerst verließ Gitarrist Jari Private Line in Richtung Timo Rautiainen & Trio Niskalaukaus, dann zog Frontmann Sammy von Jyväskylä nach Helsinki.

### Neuformierung in Helsinki
Nach dem Umzug von Sänger Sammy fanden sich nach und nach auch alle anderen Mitglieder der Band in Helsinki ein und 2002 begannen Private Line, sich in ihrer neuen Heimatstadt zu etablieren. Auch für Jari hatte sich mittlerweile ein Ersatzmann gefunden, der mit seiner Ex-Band Palmcut bereits in der Helsinkier Musikszene bekannt gewordene Juhana „Jack Smack“ Jakonen, den Sammy in einem Club getroffen hatte. Nach einer Anfrage durch den Fronter beschloss der Gitarrist, der vorher schon ein Fan on Private Line gewesen war, sich der Band anzuschließen.
Es folgte eine Phase intensiver Proben mit auch neuen Songs, von denen im Dezember 2002 sechs in Zusammenarbeit mit Bad Habits/Krklund Records auf der EP Six Songs Of Hellcity Trendkill veröffentlicht wurden. Die EP beinhaltete sowohl älteres als auch neues Material und bekam sehr gute Kritiken sowohl in den finnischen als auch den internationalen Rock-Medien.
Zudem bekamen Private Line nach der Veröffentlichung der Single ein Vertragsangebot von der Bookingagentur Sam Agency Oy, welches sie annahmen.
Im Folgejahr tourte die Band durch Finnland, unter anderem als Supportact für Negative und Hybrid Children, bevor gegen Jahresende die Arbeiten an Private Lines Debütalbum begannen. Zudem spielten sie gemeinsam mit Sir Christus und Antti Anatomy, Gitarrist und Bassist der befreundeten Gruppe Negative, den Song Junkies' Love auf, eine englische Coverversion des Songs Narkkarirakkautta der Band Klamydia.

### Debütalbum und internationaler Durchbruch
Im Februar 2004 gab die Band mit der Single Forever And A Day bereits einen kleinen Ausblick auf ihr erstes Album 21st Century Pirates, welches im April erschien, nun bei Bad Habits Records/Playground Music. Die Single beinhaltete als Zusatzsongs noch das auch auf dem Album befindliche Cheerleaders & Dopedealers sowie den Filmsoundtrack Sleep Tight zum Film Levottomat3.
Im April folgte dann die Veröffentlichung des Debütalbums der fünf Finnen. 21st Century Pirates bekam nicht nur in Finnland positive Rückmeldungen aus den Medien und stieg in den finnischen Charts sofort auf Platz 18 ein. Im Juni folgte dann die zweite Auskopplung 1-800-Out-Of-Nowhere, gefolgt von Already Dead im Dezember. Auch diese beiden Singles konnten sich jeweils in die Top 5 der finnischen Charts setzen.
Nachdem das Album im August 2004 unter JVC Victor Entertainment auch in Japan veröffentlicht worden war, ging die Band ab Ende 2004 auf internationale Tour. Private Line spielten unter anderem in Japan, Italien, Spanien, England, Deutschland, Schweden und Russland, zum Teil als Vorband namhafter Rockmusiker und -bands wie Mötley Crüe, Alice Cooper, D-A-D oder Brides of Destruction.

### Evel Knievel Factor
Nach Beendigung der Tour im Jahr 2005 begannen Private Line mit den Arbeiten an ihrem zweiten Studioalbum. Einen Vorgeschmack auf das Kommende gaben sie mit der Veröffentlichung der Single Broken Promised Land mit dem zuvor unveröffentlichten Bonussong Uniform, ebenfalls zum neuen Album gehörend, am 31. Mai 2006. Das Video zu der Single, in dem auch die finnische Pornodarstellerin Rakel Liekki mitspielte, wurde im Flamingo Hotel Las Vegas und in der Wüste von Nevada aufgenommen.
Im Oktober kündigte die Band dann auf ihrem MySpace, gleichzeitig mit der Veröffentlichung des Songs Alive, an, dass das neue Album mit dem Titel Evel Knievel Factor am 1. November 2006 veröffentlicht würde. Die Veröffentlichung fand dieses Mal nicht nur in Finnland statt, sondern mithilfe diverser Labels auch in der Ukraine, Japan, Russland, Brasilien, Chile, Argentinien und Schweden. Auf der japanischen Version des Albums war mit dem Cheap-Tricks-Cover He's A Whore ein Bonussong zu finden.
Am 31. Januar 2007 folgte die zweite Singleauskopplung aus Evel Knievel Factor, die Ballade Sound Advice. Die Single beinhaltete den zuvor unveröffentlichten Song Tokyo sowie Criminal, ein Cover der finnischen Rockband Smack, und das Video zu Broken Promised Land.
Auch zu Sound Advice wurde ein Video gedreht, welches sich in den Charts des finnischen Musiksenders VoiceTV zehn Wochen in Folge auf Platz 1 halten konnte. Zudem wurde Sound Advice als Soundtrack für den Film V2 – Jäätynyt enkelit ausgewählt, der über 200.000 Kinobesucher verzeichnen konnte.
Zudem waren Private Line im selben Jahr auch auf Tour durch Finnland, Schweden und Russland.

### Aktuelle Entwicklungen
Am Jahresende nahm die Band dann für eine Werbekampagne des Getränkeherstellers Pepsi den Song More der Black Eyed Peas in einer eigenen Version neu auf. Der Song war in der finnischen Werbekampagne für Pepsi Max Ende 2007 zu hören, zudem zierte die Flaschen ein Bandlogo sowie ein Foto von Private Line.
2008 wurde dann das Album Evel Knievel Factor auch in Italien veröffentlicht. Im September spielte die Band zudem mit der Unterstützung der schwedischen Glamrock-Formation Sister die Prozac Nation Tour mit Auftritten in Deutschland, Österreich und der Schweiz. Auf dieser Tour mussten sie jedoch auf Gitarrist Illu verzichten, seinen Posten nahm Jaakko-Ville (J-V) Hintikka von der Band Machine Men ein.

## Diskografie

### Alben
- 21st Century Pirates (2004)
- Evel Knievel Factor (2006)
- Dead Decade (2011)

### EPs
- Smooth Motions (1998)
- Six Songs Of Hellcity Trendkill (Dezember 2002)

### Singles
- Forever And A Day (Februar 2004)
- 1-800-Out-of-Nowhere (Juni 2004)
- Already Dead (Dezember 2004)
- Broken Promised Land (Mai 2006)
- Sound Advice (Februar 2007)
- Dead Decade (April 2011)

### Filmsoundtracks
- Sleep Tight (2004) für Levottomat 3
- Sound Advice (2007) für V2 – Jäätynyt Enkeli

### Andere Releases
- More (November 2007) für eine Pepsi-Werbekampagne, Song im Original von den Black Eyed Peas

### Musikvideos
- Forever and a Day (2004)
- 1-800-Out-of-Nowhere (2004)
- Broken Promised Land (2006)
- Sound Advice (2007)
- Dead Decade (2011)

## Nebenprojekte

### Band
- Englische Neuaufnahme des Klamydia-Songs Narkkarirakkautta (jetzt Junkies' Love) mit den Negative-Musikern Sir Christus und Antti Anatomy

### Sammy
- Arbeit als Produzent bei Hybrid Children

### Jack
- Smack 2008 (Gesang und Gitarre)
- Evil Boys (Gesang und Gitarre)
- Thunderbombs (Gesang und Gitarre)
- Ultimate Rock’N’Roll Show – 100,3 MHz (Moderation)
- The Salvation (Gitarre)